# Castianeira albopicta
Castianeira albopicta är en spindelart som beskrevs av Gravely 1931. Castianeira albopicta ingår i släktet Castianeira och familjen flinkspindlar. Inga underarter finns listade.